# Bulgária az 1996. évi nyári olimpiai játékokon
Bulgária az egyesült államokbeli Atlantában megrendezett 1996. évi nyári olimpiai játékok egyik részt vevő nemzete volt. Az országot az olimpián 17 sportágban 110 sportoló képviselte, akik összesen 15 érmet szereztek.

## Érmesek
| Érem  | Versenyző                                                                                | Sportág       | Versenyszám                 |
| ----- | ---------------------------------------------------------------------------------------- | ------------- | --------------------------- |
| Arany | Sztefka Kosztadinova                                                                     | Atlétika      | Női magasugrás              |
| Arany | Valentin Jordanov                                                                        | Birkózás      | Szabadfogás, 52 kg          |
| Arany | Daniel Petrov                                                                            | Ökölvívás     | Papírsúly                   |
| Ezüst | Szerafim Todorov                                                                         | Ökölvívás     | Pehelysúly                  |
| Ezüst | Toncso Toncsev                                                                           | Ökölvívás     | Könnyűsúly                  |
| Ezüst | Emil Milev                                                                               | Sportlövészet | Férfi gyorstüzelő pisztoly  |
| Ezüst | Diana Jorgova                                                                            | Sportlövészet | Női sportpisztoly           |
| Ezüst | Joto Jotov                                                                               | Súlyemelés    | 76 kg                       |
| Ezüst | Kraszimir Dunev                                                                          | Torna         | Férfi nyújtó                |
| Ezüst | Ina Delcseva Valentina Kevlijan Marija Koleva Maja Tabakova Ivelina Taleva Vjara Vataska | Torna         | Csapat ritmikus gimnasztika |
| Bronz | Andrian Dusev Milko Kazanov                                                              | Kajak-kenu    | Férfi kajak kettes 1000 m   |
| Bronz | Tanyu Kirjakov                                                                           | Sportlövészet | Férfi légpisztoly           |
| Bronz | Marija Grozdeva                                                                          | Sportlövészet | Női légpisztoly             |
| Bronz | Szevdalin Mincsev                                                                        | Súlyemelés    | 54 kg                       |
| Bronz | Nikolaj Pesalov                                                                          | Súlyemelés    | 59 kg                       |

## Atlétika
Férfi
| Versenyző         | Versenyszám | Előfutam | Előfutam | Előfutam | Negyeddöntő | Negyeddöntő | Negyeddöntő | Elődöntő | Elődöntő | Elődöntő | Döntő   | Döntő    |
| Versenyző         | Versenyszám | Idő      | Hely.    | Össz.    | Idő         | Hely.       | Össz.       | Idő      | Hely.    | Össz.    | Idő     | Helyezés |
| ----------------- | ----------- | -------- | -------- | -------- | ----------- | ----------- | ----------- | -------- | -------- | -------- | ------- | -------- |
| Anton Ivanov      | 200 m       | 21,20    | 6.       | 61.**    | kiesett     | kiesett     | kiesett     | kiesett  | kiesett  | kiesett  | kiesett | kiesett  |
| Hriszto Sztefanov | Maraton     |          |          |          |             |             |             |          |          |          | 2:18:29 | 30.      |
| Petko Sztefanov   | Maraton     |          |          |          |             |             |             |          |          |          | 2:29:06 | 80.      |

| Versenyző       | Versenyszám | Selejtező             | Selejtező             | Döntő    | Döntő    |
| Versenyző       | Versenyszám | Eredmény              | Helyezés              | Eredmény | Helyezés |
| --------------- | ----------- | --------------------- | --------------------- | -------- | -------- |
| Ivajlo Mladenov | Távolugrás  | érvényes ugrás nélkül | érvényes ugrás nélkül | kiesett  | kiesett  |
| Galin Georgiev  | Hármasugrás | 17,02 m               | 5.                    | 16,92 m  | 7.       |
| Sztojko Conov   | Hármasugrás | 16,15 m               | 29.                   | kiesett  | kiesett  |

Női
| Versenyző                                                                | Versenyszám     | Előfutam | Előfutam | Előfutam | Negyeddöntő | Negyeddöntő | Negyeddöntő | Elődöntő      | Elődöntő      | Elődöntő      | Döntő   | Döntő    |
| Versenyző                                                                | Versenyszám     | Idő      | Hely.    | Össz.    | Idő         | Hely.       | Össz.       | Idő           | Hely.         | Össz.         | Idő     | Helyezés |
| ------------------------------------------------------------------------ | --------------- | -------- | -------- | -------- | ----------- | ----------- | ----------- | ------------- | ------------- | ------------- | ------- | -------- |
| Petya Pendareva                                                          | 100 m           | 11,59    | 5.       | 33.      | kiesett     | kiesett     | kiesett     | kiesett       | kiesett       | kiesett       | kiesett | kiesett  |
| Zlatka Georgieva                                                         | 100 m           | 11,74    | 4.       | 40.      | 11,99       | 8.          | 31.         | kiesett       | kiesett       | kiesett       | kiesett | kiesett  |
| Zlatka Georgieva                                                         | 200 m           | 24,05    | 7.       | 40.      | kiesett     | kiesett     | kiesett     | kiesett       | kiesett       | kiesett       | kiesett | kiesett  |
| Monika Gacsevszka                                                        | 200 m           | 23,30    | 3.       | 26.      | 23,44       | 6.          | 24.*        | kiesett       | kiesett       | kiesett       | kiesett | kiesett  |
| Petya Sztrasilova                                                        | 800 m           | 2:02,13  | 5.       | 23.      |             |             |             | kiesett       | kiesett       | kiesett       | kiesett | kiesett  |
| Petya Sztrasilova                                                        | 1500 m          | 4:26,66  | 11.      | 29.      |             |             |             | kiesett       | kiesett       | kiesett       | kiesett | kiesett  |
| Szvetla Dimitrova                                                        | 100 m gát       | 12,92    | 4.       | 13.*     | 12,84       | 4.          | 11.         | nem ért célba | nem ért célba | nem ért célba | kiesett | kiesett  |
| Desziszlava Dimitrova Petya Pendareva Zlatka Georgieva Monika Gacsevszka | 4 × 100 m váltó | 44,19    | 3.       | 10.      |             |             |             |               |               |               | kiesett | kiesett  |

| Versenyző            | Versenyszám   | Selejtező | Selejtező | Döntő    | Döntő    |
| Versenyző            | Versenyszám   | Eredmény  | Helyezés  | Eredmény | Helyezés |
| -------------------- | ------------- | --------- | --------- | -------- | -------- |
| Sztefka Kosztadinova | Magasugrás    | 193 cm    | 1.        | 205 cm   |          |
| Venelina Veneva      | Magasugrás    | 180 cm    | 30.*      | kiesett  | kiesett  |
| Iva Prandzseva       | Távolugrás    | kizárták  | kizárták  | kizárták | kizárták |
| Iva Prandzseva       | Hármasugrás   | kizárták  | kizárták  | kizárták | kizárták |
| Szvetla Mitkova      | Súlylökés     | 17,48 m   | 18.       | kiesett  | kiesett  |
| Atanaszka Angelova   | Diszkoszvetés | 59,82 m   | 17.       | kiesett  | kiesett  |

* - egy másik versenyzővel azonos eredményt ért el

** - két másik versenyzővel azonos eredményt ért el

## Birkózás
Kötöttfogású
| Versenyző         | Versenyszám | 32-es főtábla                  | Nyolcaddöntő                  | Negyeddöntő       | Elődöntő                    | Vigaszág 2. kör               | Vigaszág 3. kör                  | Vigaszág 4. kör                       | Vigaszág 5. kör                    | Vigaszág 6. kör                | Bronz- mérkőzés                                | Döntő             | Helyezés |
| Versenyző         | Versenyszám | Ellenfél Eredmény              | Ellenfél Eredmény             | Ellenfél Eredmény | Ellenfél Eredmény           | Ellenfél Eredmény             | Ellenfél Eredmény                | Ellenfél Eredmény                     | Ellenfél Eredmény                  | Ellenfél Eredmény              | Ellenfél Eredmény                              | Ellenfél Eredmény | Helyezés |
| ----------------- | ----------- | ------------------------------ | ----------------------------- | ----------------- | --------------------------- | ----------------------------- | -------------------------------- | ------------------------------------- | ---------------------------------- | ------------------------------ | ---------------------------------------------- | ----------------- | -------- |
| Bratan Cenov      | 48 kg       | Abdalláh el-Izáni (YEM) · 10–0 | Gela P'ap'ashvili (GEO) · 4–7 |                   |                             |                               | Bayram Özdemir (TUR) · 0–4       | kiesett                               | kiesett                            | kiesett                        | kiesett                                        |                   | 10.      |
| Jordan Anev       | 52 kg       | Tiebiri Godswill (NGR) · 11–0  | Nurim Gyuszenov (KAZ) · 9–6   | erőnyerő          | Brandon Paulson (USA) · 2–6 |                               |                                  |                                       |                                    | Andrij Kalasnikov (UKR) · 0–5  | Az 5. helyért · Lázaro Rivas (CUB) · 0–5       |                   | 6.       |
| Ivan Ivanov       | 62 kg       | Mehmet Akif Pirim (TUR) · 1–1  | David Zuniga (USA) · 3–1      | erőnyerő          | Juan Luis Marén (CUB) · 1–4 |                               |                                  |                                       |                                    | K'oba Guliashvili (GEO) · 1–3  | Az 5. helyért · Hrihorij Kamisenko (UKR) · 3–0 |                   | 5.       |
| Biszer Georgiev   | 68 kg       | Anwar Kandafil (MAR) · 10–0    | Grigory Pulyayev (UZB) · 0–2  |                   |                             |                               | Marko Yli-Hannuksela (FIN) · 1–1 | Yalçın Karapınar (TUR) · 5–0          | Liubal Colás (CUB) · 4–0           | Kamandar Madzsidav (BLR) · 1–3 | Az 5. helyért · Grigory Pulyayev (UZB) · 2–1   |                   | 5.       |
| Sztojan Sztojanov | 74 kg       | Marko Asell (FIN) · 2–4        |                               |                   |                             | Youssef Bouguerra (ALG) · 5–0 | Jaroslav Zeman (CZE) · 5–0       | Kim Dzsinszu (Kim Jin-Su) (KOR) · 5–0 | Józef Tracz (POL) · 2–4            |                                | Berzicza Tamás (HUN) · mérkőzés nélkül         |                   | kizárták |
| Hriszto Dimitrov  | 90 kg       | Reynaldo Peña (CUB) · 3–0      | Maik Bullmann (GER) · 0–11    |                   |                             |                               | erőnyerő                         | Hakkı Başar (TUR) · 3–5               | kiesett                            | kiesett                        | kiesett                                        |                   | 15.      |
| Todor Manov       | 100 kg      | Szjarhej Listvan (BLR) · 0–2   |                               |                   |                             | Ba Yanchuan (CHN) · 4–0       | Bak'ur Gogit'idze (GEO) · 3–0    | Nonomura Takasi (JPN) · 2–0           | Tejmuraz Egyiserasvili (RUS) · 1–3 | kiesett                        | kiesett                                        |                   | 8.       |

Szabadfogású
| Versenyző         | Versenyszám | 32-es főtábla                   | Nyolcaddöntő                   | Negyeddöntő                   | Elődöntő                                  | Vigaszág 2. kör           | Vigaszág 3. kör                   | Vigaszág 4. kör   | Vigaszág 5. kör   | Vigaszág 6. kör               | Bronz- mérkőzés        | Döntő                        | Helyezés |
| Versenyző         | Versenyszám | Ellenfél Eredmény               | Ellenfél Eredmény              | Ellenfél Eredmény             | Ellenfél Eredmény                         | Ellenfél Eredmény         | Ellenfél Eredmény                 | Ellenfél Eredmény | Ellenfél Eredmény | Ellenfél Eredmény             | Ellenfél Eredmény      | Ellenfél Eredmény            | Helyezés |
| ----------------- | ----------- | ------------------------------- | ------------------------------ | ----------------------------- | ----------------------------------------- | ------------------------- | --------------------------------- | ----------------- | ----------------- | ----------------------------- | ---------------------- | ---------------------------- | -------- |
| Valentin Jordanov | 52 kg       | Víctor Rodríguez (MEX) · 10–0   | Csecsen-Ool Mongus (RUS) · 4–2 | erőnyerő                      | Maulen Mamirov (KAZ) · 7–3                |                           |                                   |                   |                   |                               |                        | Namiq Abdullayev (AZE) · 4–3 |          |
| Szerafim Barzakov | 57 kg       | Cory O'Brien (AUS) · 10–0       | I Jongszam (PRK) · 1–5         |                               |                                           |                           | Abe Sonny (JPN) · 3–5             | kiesett           | kiesett           | kiesett                       | kiesett                |                              | 12.      |
| Plamen Paszkalev  | 74 kg       | Anthony Avon Blume (CMR) · 10–0 | erőnyerő                       | Valerij Verhusin (MKD) · 12–0 | Pak Csangszun (Park Jang-Sun) (KOR) · 3–5 |                           |                                   |                   |                   | Alexander Leipold (GER) · 8–4 | Óta Takuja (JPN) · 3–5 |                              | 4.       |
| Plamen Penev      | 82 kg       | Ariel Ramos (CUB) · 1–3         |                                |                               |                                           | Cris Brown (AUS) · 8–2    | Avtandil Gogolishvili (GEO) · 1–4 | kiesett           | kiesett           | kiesett                       | kiesett                |                              | 12.      |
| Kalojan Baev      | 90 kg       | Eldar Kurtanidze (GEO) · 0–11   |                                |                               |                                           | Louis Purcell (ASA) · 4–0 | Bacsa Péter (HUN) · 5–7           | kiesett           | kiesett           | kiesett                       | kiesett                |                              | 13.      |

## Cselgáncs
Férfi
| Versenyző  | Versenyszám | Selejtező         | 32-es főtábla          | Nyolcaddöntő           | Negyeddöntő                  | Elődöntő          | Vigaszág első kör | Vigaszág negyeddöntő                | Vigaszág elődöntő            | Bronz- mérkőzés   | Döntő             | Helyezés |
| Versenyző  | Versenyszám | Ellenfél Eredmény | Ellenfél Eredmény      | Ellenfél Eredmény      | Ellenfél Eredmény            | Ellenfél Eredmény | Ellenfél Eredmény | Ellenfél Eredmény                   | Ellenfél Eredmény            | Ellenfél Eredmény | Ellenfél Eredmény | Helyezés |
| ---------- | ----------- | ----------------- | ---------------------- | ---------------------- | ---------------------------- | ----------------- | ----------------- | ----------------------------------- | ---------------------------- | ----------------- | ----------------- | -------- |
| Ivan Netov | Harmatsúly  | erőnyerő          | Ciarán Ward (IRL) · GY | Csák József (HUN) · GY | Nakamura Jukimasza (JPN) · V |                   |                   | Pürevdorjiin Nyamlkhagva (MGL) · GY | Henrique Guimarães (BRA) · V | kiesett           |                   | 7.       |

## Evezés
Férfi
| Versenyző                 | Versenyszám              | Előfutam | Előfutam | Vigaszág | Vigaszág | Elődöntő | Elődöntő | Elődöntő | Döntő | Döntő   | Döntő | Helyezés |
| Versenyző                 | Versenyszám              | Idő      | Hely.    | Idő      | Hely.    | Típus    | Idő      | Hely.    | Típus | Idő     | Hely. | Helyezés |
| ------------------------- | ------------------------ | -------- | -------- | -------- | -------- | -------- | -------- | -------- | ----- | ------- | ----- | -------- |
| Orlin Ninov Nikolaj Kolev | Kormányos nélküli kettes | 7:01,05  | 6.       | 7:11,14  | 4.       |          |          |          | C     | 7:09,91 | 4.    | 16.      |

Női
| Versenyző                       | Versenyszám              | Előfutam | Előfutam | Vigaszág | Vigaszág | Elődöntő | Elődöntő | Elődöntő | Döntő | Döntő   | Döntő | Helyezés |
| Versenyző                       | Versenyszám              | Idő      | Hely.    | Idő      | Hely.    | Típus    | Idő      | Hely.    | Típus | Idő     | Hely. | Helyezés |
| ------------------------------- | ------------------------ | -------- | -------- | -------- | -------- | -------- | -------- | -------- | ----- | ------- | ----- | -------- |
| Rumjana Nejkova                 | Egypárevezős             | 8:12,85  | 2.       | 8:41,37  | 2.       | A/B      | 8:15,63  | 5.       | B     | 7:27,77 | 2.    | 8.       |
| Daniela Oronova Galina Kamenova | Kormányos nélküli kettes | 7:48,69  | 4.       | 8:11,90  | 2.       | A/B      | 7:56,41  | 6.       | B     | 7:28,30 | 5.    | 11.      |

## Íjászat
Férfi
| Versenyző       | Versenyszám | Selejtező | Selejtező | 64-es főtábla                             | 32-es főtábla     | Nyolcaddöntő      | Negyeddöntő       | Elődöntő          | Döntő             | Helyezés |
| Versenyző       | Versenyszám | Pont      | Kiemelt   | Ellenfél Eredmény                         | Ellenfél Eredmény | Ellenfél Eredmény | Ellenfél Eredmény | Ellenfél Eredmény | Ellenfél Eredmény | Helyezés |
| --------------- | ----------- | --------- | --------- | ----------------------------------------- | ----------------- | ----------------- | ----------------- | ----------------- | ----------------- | -------- |
| Sztefan Mljakov | Egyéni      | 617       | 62.       | O Gjomun (O Gyo-Mun) (KOR) (3.) · 156–162 | kiesett           | kiesett           | kiesett           | kiesett           | kiesett           | 45.      |

## Kajak-kenu

### Síkvízi
Férfi
| Versenyző                                                    | Versenyszám         | Előfutam | Előfutam | Előfutam | Vigaszág | Vigaszág | Vigaszág | Elődöntő | Elődöntő | Elődöntő | Döntő    | Döntő    |
| Versenyző                                                    | Versenyszám         | Idő      | Hely.    | Össz.    | Idő      | Hely.    | Össz.    | Idő      | Hely.    | Össz.    | Idő      | Helyezés |
| ------------------------------------------------------------ | ------------------- | -------- | -------- | -------- | -------- | -------- | -------- | -------- | -------- | -------- | -------- | -------- |
| Petar Merkov                                                 | Kajak egyes 500 m   | 1:43,815 | 5.       | 14.      | 1:42,851 | 1.       | 1.       | 1:42,379 | 9.       | 16.      | kiesett  | kiesett  |
| Andrian Dusev Milko Kazanov                                  | Kajak kettes 500 m  | 1:36,801 | 6.       | 15.      | 1:37,928 | 1.       | 4.       | 1:30,641 | 3.       | 7.       | 1:30,513 | 8.       |
| Andrian Dusev Milko Kazanov                                  | Kajak kettes 1000 m | 3:39,914 | 3.       | 4.       | erőnyerő | erőnyerő | erőnyerő | 3:18,480 | 3.       | 4.       | 3:11,206 |          |
| Petar Karadzsov Petar Merkov Nikolaj Jordanov Georgi Csojkov | Kajak négyes 1000 m | 3:13,165 | 3.       | 6.       |          |          |          | 3:01,427 | 3.       | 3.       | 2:56,696 | 8.       |
| Nikolaj Buhalov                                              | Kenu egyes 500 m    | 1:54,727 | 5.       | 5.       |          |          |          | 1:51,914 | 2.       | 11.      | kizárták | 9.       |
| Nikolaj Buhalov                                              | Kenu egyes 1000 m   | 4:43,562 | 9.       | 17.      |          |          |          | 4:14,415 | 3.       | 5.       | 4:13,034 | 9.       |
| Martin Marinov Blagoveszt Sztojanov                          | Kenu kettes 500 m   | 1:45,545 | 3.       | 5.       | erőnyerő | erőnyerő | erőnyerő | 1:44,130 | 4.       | 9.       | 1:42,208 | 5.       |
| Martin Marinov Blagoveszt Sztojanov                          | Kenu kettes 1000 m  | 4:15,529 | 4.       | 10.      |          |          |          | 3:45,129 | 2.       | 4.       | 3:34,382 | 4.       |

Női
| Versenyző                     | Versenyszám        | Előfutam | Előfutam | Előfutam | Vigaszág | Vigaszág | Vigaszág | Elődöntő | Elődöntő | Elődöntő | Döntő   | Döntő    |
| Versenyző                     | Versenyszám        | Idő      | Hely.    | Össz.    | Idő      | Hely.    | Össz.    | Idő      | Hely.    | Össz.    | Idő     | Helyezés |
| ----------------------------- | ------------------ | -------- | -------- | -------- | -------- | -------- | -------- | -------- | -------- | -------- | ------- | -------- |
| Bonka Pindzseva Neli Zafirova | Kajak kettes 500 m | 1:48,652 | 5.       | 14.      | 1:53,644 | 3.       | 5.       | 1:48,313 | 6.       | 12.      | kiesett | kiesett  |

## Műugrás
Női
| Versenyző            | Versenyszám        | Selejtező | Selejtező | Elődöntő | Elődöntő | Döntő   | Döntő    |
| Versenyző            | Versenyszám        | Pont      | Helyezés  | Pont     | Helyezés | Pont    | Helyezés |
| -------------------- | ------------------ | --------- | --------- | -------- | -------- | ------- | -------- |
| Radoszlava Georgieva | Egyéni toronyugrás | 246,06    | 16.       | 402,54   | 16.      | kiesett | kiesett  |

## Ökölvívás
| Versenyző            | Versenyszám  | Selejtező                        | Nyolcaddöntő                | Negyeddöntő                 | Elődöntő                       | Döntő                         | Helyezés |
| Versenyző            | Versenyszám  | Ellenfél Eredmény                | Ellenfél Eredmény           | Ellenfél Eredmény           | Ellenfél Eredmény              | Ellenfél Eredmény             | Helyezés |
| -------------------- | ------------ | -------------------------------- | --------------------------- | --------------------------- | ------------------------------ | ----------------------------- | -------- |
| Daniel Petrov        | Papírsúly    | erőnyerő                         | Nsan Mouncsjan (ARM) · 11–5 | Somrot Kamsing (THA) · 18–6 | Oleh Kirjuhin (UKR) · 17–8     | Mansueto Velasco (PHI) · 19–6 |          |
| Julijan Sztrogov     | Légsúly      | Damaen Kelly (IRL) · 11–12       | kiesett                     | kiesett                     | kiesett                        | kiesett                       | 17.      |
| Alekszandar Hrisztov | Harmatsúly   | Carlos Barreto (VEN) · 3–9       | kiesett                     | kiesett                     | kiesett                        | kiesett                       | 17.      |
| Szerafim Todorov     | Pehelysúly   | Jevhenyij Sesztakov (UKR) · 11–4 | Robbie Peden (AUS) · 20–8   | Falk Huste (GER) · 14–6     | Floyd Mayweather (USA) · 10–9  | Szomrak Khamszing (THA) · 5–8 |          |
| Toncso Toncsev       | Könnyűsúly   | Octavian Ticu (MDA) · RSC        | Denis Zimba (ZAM) · 17–9    | Mike Strange (CAN) · 16–10  | Terrance Cauthen (USA) · 15–12 | Hoszin Szoltáni (ALG) · 3–3   |          |
| Radoszlav Szuszlekov | Kisváltósúly | Babak Moghimi (IRI) · 3–11       | kiesett                     | kiesett                     | kiesett                        | kiesett                       | 17.      |

## Röplabda

### Férfi
| Bolgár férfi röplabdacsapat-játékoskeret                                                               | Bolgár férfi röplabdacsapat-játékoskeret                                                                   |
| --- | --- |
| - Martin Sztoev - Ljudmil Najdenov - Ljubomir Ganev - Dimo Tonev - Nikola Zseljazkov - Plamen Hrisztov | - Petar Uzunov - Najden Najdenov - Nikolaj Ivanov - Ivajlo Gavrilov - Evgeni Ivanov - Plamen Konsztantinov |

#### Eredmények
Csoportkör
A csoport
|                        |      | Mérkőzések | Mérkőzések | Szettek | Szettek | Szettek | Pontok | Pontok | Pontok |
| Csapat                 | Pont | Gy         | V          | Sz+     | Sz–     | SzA     | P+     | P–     | PA     |
| ---------------------- | ---- | ---------- | ---------- | ------- | ------- | ------- | ------ | ------ | ------ |
| Kuba (CUB)             | 9    | 4          | 1          | 12      | 5       | 2,400   | 233    | 191    | 1,220  |
| Brazília (BRA)         | 8    | 3          | 2          | 10      | 6       | 1,667   | 210    | 187    | 1,123  |
| Bulgária (BUL)         | 8    | 3          | 2          | 10      | 8       | 1,250   | 225    | 212    | 1,061  |
| Argentína (ARG)        | 8    | 3          | 2          | 9       | 9       | 1,000   | 222    | 225    | 0,987  |
| Egyesült Államok (USA) | 7    | 2          | 3          | 10      | 9       | 1,111   | 241    | 233    | 1,034  |
| Lengyelország (POL)    | 5    | 0          | 5          | 1       | 15      | 0,067   | 151    | 234    | 0,645  |

| 1996. július 21. 16:00 | Bulgária (BUL)     | 0–3 | Kuba (CUB) | Atlanta Játékvezető: Zheng Zhong Qu (CHN) Guillermo Paredes (ARG) |
| 1996. július 21. 16:00 | (9–15, 7–15, 7–15) |     |            | Atlanta Játékvezető: Zheng Zhong Qu (CHN) Guillermo Paredes (ARG) |

| 1996. július 23. 10:00 | Brazília (BRA)       | 0–3 | Bulgária (BUL) | Atlanta Játékvezető: Peter Henry (CAN), Young-Ho Cho (KOR) |
| 1996. július 23. 10:00 | (11–15, 13–15, 8–15) |     |                | Atlanta Játékvezető: Peter Henry (CAN), Young-Ho Cho (KOR) |

| 1996. július 25. 10:00 | Bulgária (BUL)              | 1–3 | Argentína (ARG) | Atlanta Játékvezető: Dean Turner (AUS), Petrus Carolus Scheffer (NED) |
| 1996. július 25. 10:00 | (10–15, 8–15, 15–11, 10–15) |     |                 | Atlanta Játékvezető: Dean Turner (AUS), Petrus Carolus Scheffer (NED) |

| 1996. július 27. 16:00 | Bulgária (BUL)      | 3–0 | Lengyelország (POL) | Atlanta Játékvezető: Petrus Carolus Scheffer (NED), Pasquale Troia (ITA) |
| 1996. július 27. 16:00 | (15–4, 15–10, 15–7) |     |                     | Atlanta Játékvezető: Petrus Carolus Scheffer (NED), Pasquale Troia (ITA) |

| 1996. július 29. 19:30 | Egyesült Államok (USA)             | 2–3 | Bulgária (BUL) | Atlanta Játékvezető: Zheng Zhong Qu (CHN), Dean Turner (AUS) |
| 1996. július 29. 19:30 | (11–15, 15–13, 15–11, 5–15, 12–15) |     |                | Atlanta Játékvezető: Zheng Zhong Qu (CHN), Dean Turner (AUS) |

Negyeddöntő
| 1996. július 31. 13:30 | Bulgária (BUL)             | 1–3 | Hollandia (NED) | Atlanta Játékvezető: Frank Leuthaeusser (GER), Thomas Blue (USA) |
| 1996. július 31. 13:30 | (14–16, 15–9, 3–15, 13–15) |     |                 | Atlanta Játékvezető: Frank Leuthaeusser (GER), Thomas Blue (USA) |

Az 5–8. helyért
| 1996. augusztus 1. 8:00 | Kuba (CUB)                  | 3–1 | Bulgária (BUL) | Atlanta Játékvezető: Zheng Zhong Qu (CHN), Young-Ho Cho (KOR) |
| 1996. augusztus 1. 8:00 | (15–4, 15–12, 16–17, 15–12) |     |                | Atlanta Játékvezető: Zheng Zhong Qu (CHN), Young-Ho Cho (KOR) |

A 7. helyért
| 1996. augusztus 2. 12:00 | Bulgária (BUL)                    | 3–2 | Argentína (ARG) | Atlanta Játékvezető: Neill Luebke (USA), Peter Henry (CAN) |
| 1996. augusztus 2. 12:00 | (15–10, 15–10, 7–15, 7–15, 20–18) |     |                 | Atlanta Játékvezető: Neill Luebke (USA), Peter Henry (CAN) |

| Csapat         | Helyezés |
| -------------- | -------- |
| Bulgária (BUL) | 7.       |

## Sportlövészet
Férfi
| Versenyző      | Versenyszám          | Selejtező | Selejtező | Döntő   | Döntő    |
| Versenyző      | Versenyszám          | Pont      | Helyezés  | Pont    | Helyezés |
| -------------- | -------------------- | --------- | --------- | ------- | -------- |
| Tanyu Kirjakov | Szabadpisztoly       | 556       | 20.****   | kiesett | kiesett  |
| Tanyu Kirjakov | Légpisztoly          | 584       | 4.        | 683,8   |          |
| Koljo Zahariev | Légpisztoly          | 568       | 47.       | kiesett | kiesett  |
| Koljo Zahariev | Szabadpisztoly       | 557       | 19.       | kiesett | kiesett  |
| Emil Milev     | Gyorstüzelő pisztoly | 590       | 2.        | 692,1   |          |
| Szabin Csausev | Gyorstüzelő pisztoly | 582       | 16.*      | kiesett | kiesett  |
| Ivan Gulev     | Trap                 | 117       | 37.****   | kiesett | kiesett  |

Női
| Versenyző       | Versenyszám           | Selejtező | Selejtező | Döntő   | Döntő    |
| Versenyző       | Versenyszám           | Pont      | Helyezés  | Pont    | Helyezés |
| --------------- | --------------------- | --------- | --------- | ------- | -------- |
| Marija Grozdeva | Sportpisztoly         | 574       | 21.*      | kiesett | kiesett  |
| Marija Grozdeva | Légpisztoly           | 389       | 2.*       | 488,5   |          |
| Diana Jorgova   | Légpisztoly           | 381       | 10.***    | kiesett | kiesett  |
| Diana Jorgova   | Sportpisztoly         | 585       | 3.        | 684,8   |          |
| Veszela Lecseva | Sportpuska, összetett | 578       | 12.****   | kiesett | kiesett  |
| Veszela Lecseva | Légpuska              | 392       | 13.*****  | kiesett | kiesett  |
| Nonka Matova    | Légpuska              | 390       | 20.****   | kiesett | kiesett  |
| Nonka Matova    | Sportpuska, összetett | 584       | 4.*       | 678,8   | 5.       |

* - egy másik versenyzővel azonos eredményt ért el

*** - három másik versenyzővel azonos eredményt ért el

**** - négy másik versenyzővel azonos eredményt ért el

***** - öt másik versenyzővel azonos eredményt ért el

## Súlyemelés
| Versenyző         | Versenyszám | Szakítás | Szakítás | Lökés    | Lökés    | Összesen | Helyezés |
| Versenyző         | Versenyszám | Eredmény | Helyezés | Eredmény | Helyezés | Összesen | Helyezés |
| ----------------- | ----------- | -------- | -------- | -------- | -------- | -------- | -------- |
| Szevdalin Mincsev | 54 kg       | 125,0    | 3.*      | 152,5    | 2.       | 277,5    |          |
| Ivan Ivanov       | 54 kg       | 112,5    | 8.       | 145,0    | 5.*      | 257,5    | 6.       |
| Nikolaj Pesalov   | 59 kg       | 137,5    | 1.*      | 165,0    | 3.*      | 302,5    |          |
| Ilian Iliev       | 64 kg       | 142,5    | 5.       | 162,5    | 9.*      | 305,0    | 6.       |
| Petar Petrov      | 64 kg       | 140,0    | 6.*      | 160,0    | 12.*     | 300,0    | 9.       |
| Plamen Zseljazkov | 70 kg       | 155,0    | 3.       | 180,0    | 7.*      | 335,0    | 4.       |
| Zlatаn Vaszilev   | 70 kg       | 150,0    | 7.*      | 180,0    | 7.*      | 330,0    | 9.       |
| Joto Jotov        | 76 kg       | 160,0    | 5.*      | 200,0    | 2.       | 360,0    |          |
| Krasztyu Milev    | 83 kg       | 160,0    | 9.*      | 200,0    | 5.*      | 360,0    | 8.       |
| Plamen Bratojcsev | 91 kg       | 175,0    | 4.*      | 205,0    | 9.*      | 380,0    | 8.       |

* - másik versenyzővel azonos eredményt ért el

## Tenisz
Női
| Versenyző                          | Versenyszám | 64-es főtábla                  | 32-es főtábla                                                  | Nyolcaddöntő                 | Negyeddöntő       | Elődöntő          | Bronz- mérkőzés   | Döntő             | Helyezés |
| Versenyző                          | Versenyszám | Ellenfél Eredmény              | Ellenfél Eredmény                                              | Ellenfél Eredmény            | Ellenfél Eredmény | Ellenfél Eredmény | Ellenfél Eredmény | Ellenfél Eredmény | Helyezés |
| ---------------------------------- | ----------- | ------------------------------ | -------------------------------------------------------------- | ---------------------------- | ----------------- | ----------------- | ----------------- | ----------------- | -------- |
| Magdalena Maleeva                  | Egyes       | Rennae Stubbs (AUS) · 6–2, 6–1 | Florencia Labat (ARG) · 7–6, 6–1                               | Date Kimiko (JPN) · 4–6, 4–6 | kiesett           | kiesett           | kiesett           | kiesett           | 9.       |
| Katerina Maleeva Magdalena Maleeva | Páros       |                                | Nagy-Britannia (GBR) · Valda Lake · Clare Wood · 3–6, 6–7, 3–6 | kiesett                      | kiesett           | kiesett           | kiesett           | kiesett           | 17.      |

## Tollaslabda
| Versenyző                                     | Versenyszám  | Selejtező                                | 32-es főtábla                                                     | Nyolcaddöntő      | Negyeddöntő       | Elődöntő          | Döntő             | Helyezés |
| Versenyző                                     | Versenyszám  | Ellenfél Eredmény                        | Ellenfél Eredmény                                                 | Ellenfél Eredmény | Ellenfél Eredmény | Ellenfél Eredmény | Ellenfél Eredmény | Helyezés |
| --------------------------------------------- | ------------ | ---------------------------------------- | ----------------------------------------------------------------- | ----------------- | ----------------- | ----------------- | ----------------- | -------- |
| Todor Velkov                                  | Férfi egyes  | Kitipon Kitikul (THA) · 7–15, 15–17      | kiesett                                                           | kiesett           | kiesett           | kiesett           | kiesett           | 33.      |
| Neli Negyalkova-Boteva                        | Női egyes    | Margit Borg (SWE) · 6–11, 4–11           | kiesett                                                           | kiesett           | kiesett           | kiesett           | kiesett           | 33.      |
| Diana Koleva-Cvetanova                        | Női egyes    | Anne Søndergaard (DEN) · mérkőzés nélkül | kiesett                                                           | kiesett           | kiesett           | kiesett           | kiesett           | 33.      |
| Diana Koleva-Cvetanova Neli Negyalkova-Boteva | Női páros    |                                          | Japán (JPN) · Szakamoto Maszako · Macuo Tomomi · 0–15, 4–15       | kiesett           | kiesett           | kiesett           | kiesett           | 17.      |
| Neli Negyalkova-Boteva Todor Velkov           | Vegyes páros |                                          | Hollandia (NED) · Erica van den Heuvel · Ron Michels · 4–15, 6–15 | kiesett           | kiesett           | kiesett           | kiesett           | 17.      |

## Torna
Férfi
| Versenyző                                                                                                 | Versenyszám      | Selejtező | Selejtező | Döntő    | Döntő    |
| Versenyző                                                                                                 | Versenyszám      | Pontszám  | Helyezés  | Pontszám | Helyezés |
| --- | ---------------- | --------- | --------- | -------- | -------- |
| Jordan Jovcsev                                                                                            | Talaj            | 19,237    | 13.       | kiesett  | kiesett  |
| Jordan Jovcsev                                                                                            | Ugrás            | 19,200    | 20.**     | kiesett  | kiesett  |
| Jordan Jovcsev                                                                                            | Korlát           | 18,925    | 29.***    | kiesett  | kiesett  |
| Jordan Jovcsev                                                                                            | Nyújtó           | 19,212    | 16.*      | kiesett  | kiesett  |
| Jordan Jovcsev                                                                                            | Gyűrű            | 19,374    | 2.        | 9,800    | 4.       |
| Jordan Jovcsev                                                                                            | Lólengés         | 18,950    | 29.**     | kiesett  | kiesett  |
| Jordan Jovcsev                                                                                            | Egyéni összetett | 114,898   | 4.        | 57,124   | 17.*     |
| Kraszimir Dunev                                                                                           | Talaj            | 18,725    | 47.*      | kiesett  | kiesett  |
| Kraszimir Dunev                                                                                           | Ugrás            | 19,250    | 12.**     | kiesett  | kiesett  |
| Kraszimir Dunev                                                                                           | Korlát           | 18,925    | 29.***    | kiesett  | kiesett  |
| Kraszimir Dunev                                                                                           | Nyújtó           | 19,299    | 7.*       | 9,825    |          |
| Kraszimir Dunev                                                                                           | Gyűrű            | 19,049    | 22.       | kiesett  | kiesett  |
| Kraszimir Dunev                                                                                           | Lólengés         | 18,650    | 54.*      | kiesett  | kiesett  |
| Kraszimir Dunev                                                                                           | Egyéni összetett | 113,898   | 16.       | 56,974   | 21.      |
| Dimitar Luncsev                                                                                           | Talaj            | 18,550    | 64.*      | kiesett  | kiesett  |
| Dimitar Luncsev                                                                                           | Ugrás            | 18,950    | 42.***    | kiesett  | kiesett  |
| Dimitar Luncsev                                                                                           | Korlát           | 18,375    | 64.***    | kiesett  | kiesett  |
| Dimitar Luncsev                                                                                           | Nyújtó           | 19,150    | 21.       | kiesett  | kiesett  |
| Dimitar Luncsev                                                                                           | Gyűrű            | 18,325    | 74.*      | kiesett  | kiesett  |
| Dimitar Luncsev                                                                                           | Lólengés         | 18,812    | 42.**     | kiesett  | kiesett  |
| Dimitar Luncsev                                                                                           | Egyéni összetett | 112,162   | 37.       | 55,899   | 32.      |
| Kalofer Hrisztozov                                                                                        | Talaj            | 18,525    | 66.       | kiesett  | kiesett  |
| Kalofer Hrisztozov                                                                                        | Ugrás            | 18,675    | 63.*****  | kiesett  | kiesett  |
| Kalofer Hrisztozov                                                                                        | Korlát           | 18,300    | 73.*      | kiesett  | kiesett  |
| Kalofer Hrisztozov                                                                                        | Nyújtó           | 18,225    | 71.       | kiesett  | kiesett  |
| Kalofer Hrisztozov                                                                                        | Gyűrű            | 18,850    | 41.*      | kiesett  | kiesett  |
| Kalofer Hrisztozov                                                                                        | Lólengés         | 18,725    | 50.**     | kiesett  | kiesett  |
| Kalofer Hrisztozov                                                                                        | Egyéni összetett | 111,300   | 40.       | kiesett  | kiesett  |
| Dejan Jordanov                                                                                            | Talaj            | 18,250    | 78.       | kiesett  | kiesett  |
| Dejan Jordanov                                                                                            | Ugrás            | 18,825    | 53.*      | kiesett  | kiesett  |
| Dejan Jordanov                                                                                            | Korlát           | 18,350    | 68.***    | kiesett  | kiesett  |
| Dejan Jordanov                                                                                            | Nyújtó           | 18,275    | 70.       | kiesett  | kiesett  |
| Dejan Jordanov                                                                                            | Gyűrű            | 18,000    | 85.       | kiesett  | kiesett  |
| Dejan Jordanov                                                                                            | Lólengés         | 18,687    | 53.       | kiesett  | kiesett  |
| Dejan Jordanov                                                                                            | Egyéni összetett | 110,387   | 47.       | kiesett  | kiesett  |
| Ivan Ivanov                                                                                               | Talaj            | 19,324    | 8.*       | 9,750    | 4.*      |
| Ivan Ivanov                                                                                               | Ugrás            | 19,324    | 7.        | 9,643    | 4.*      |
| Ivan Ivanov                                                                                               | Korlát           | 18,850    | 35.***    | kiesett  | kiesett  |
| Ivan Ivanov                                                                                               | Nyújtó           | 9,612     | 97.*      | kiesett  | kiesett  |
| Ivan Ivanov                                                                                               | Gyűrű            | 19,037    | 23.       | kiesett  | kiesett  |
| Ivan Ivanov                                                                                               | Egyéni összetett | 86,147    | 89.       | kiesett  | kiesett  |
| Vaszil Vecev                                                                                              | Nyújtó           | 9,225     | 103.      | kiesett  | kiesett  |
| Vaszil Vecev                                                                                              | Lólengés         | 18,975    | 25.**     | kiesett  | kiesett  |
| Vaszil Vecev                                                                                              | Egyéni összetett | 28,200    | 111.      | kiesett  | kiesett  |
| Jordan Jovcsev Kraszimir Dunev Dimitar Luncsev Kalofer Hrisztozov Dejan Jordanov Ivan Ivanov Vaszil Vecev | Csapat összetett |           |           | 567,567  | 6.       |

Női
| Versenyző          | Versenyszám      | Selejtező | Selejtező | Döntő    | Döntő    |
| Versenyző          | Versenyszám      | Pontszám  | Helyezés  | Pontszám | Helyezés |
| ------------------ | ---------------- | --------- | --------- | -------- | -------- |
| Veszelina Gencseva | Talaj            | 18,030    | 87.       | kiesett  | kiesett  |
| Veszelina Gencseva | Ugrás            | 18,725    | 60.       | kiesett  | kiesett  |
| Veszelina Gencseva | Felemás korlát   | 18,912    | 51.       | kiesett  | kiesett  |
| Veszelina Gencseva | Gerenda          | 15,700    | 90.       | kiesett  | kiesett  |
| Veszelina Gencseva | Egyéni összetett | 71,367    | 69.       | kiesett  | kiesett  |

* - egy másik versenyzővel azonos eredményt ért el

** - két másik versenyzővel azonos eredményt ért el

*** - három másik versenyzővel azonos eredményt ért el

***** - öt másik versenyzővel azonos eredményt ért el

### Ritmikus gimnasztika
| Versenyző      | Versenyszám | Selejtező | Selejtező | Elődöntő | Elődöntő | Döntő   | Döntő    |
| Versenyző      | Versenyszám | Pont      | Hely.     | Pont     | Hely.    | Pont    | Helyezés |
| -------------- | ----------- | --------- | --------- | -------- | -------- | ------- | -------- |
| Marija Petrova | Egyéni      | 38,382    | 6.        | 38,899   | 4.       | 38,999  | 5.       |
| Diana Popova   | Egyéni      | 37,849    | 10.       | 37,830   | 11.      | kiesett | kiesett  |

| Versenyző                                                                                | Versenyszám | Selejtező | Selejtező | Döntő  | Döntő    |
| Versenyző                                                                                | Versenyszám | Pont      | Hely.     | Pont   | Helyezés |
| ---------------------------------------------------------------------------------------- | ----------- | --------- | --------- | ------ | -------- |
| Ina Delcseva Valentina Kevlijan Marija Koleva Maja Tabakova Ivelina Taleva Vjara Vataska | Csapat      | 39,016    | 1.        | 38,866 |          |

## Úszás
Férfi
| Versenyző         | Versenyszám    | Előfutam | Előfutam | Előfutam | Döntő   | Döntő   | Döntő   | Helyezés |
| Versenyző         | Versenyszám    | Idő      | Hely.    | Össz.    | Típus   | Idő     | Hely.   | Helyezés |
| ----------------- | -------------- | -------- | -------- | -------- | ------- | ------- | ------- | -------- |
| Deniszlav Kalcsev | 100 m pillangó | 54,81    | 8.       | 26.      | kiesett | kiesett | kiesett | kiesett  |
| Deniszlav Kalcsev | 200 m vegyes   | 2:08,16  | 7.       | 30.      | kiesett | kiesett | kiesett | kiesett  |

## Vívás
Férfi
| Versenyző     | Versenyszám       | Selejtező               | 32-es főtábla     | Nyolcaddöntő      | Negyeddöntő       | Elődöntő          | Bronz- mérkőzés   | Döntő             | Helyezés |
| Versenyző     | Versenyszám       | Ellenfél Eredmény       | Ellenfél Eredmény | Ellenfél Eredmény | Ellenfél Eredmény | Ellenfél Eredmény | Ellenfél Eredmény | Ellenfél Eredmény | Helyezés |
| ------------- | ----------------- | ----------------------- | ----------------- | ----------------- | ----------------- | ----------------- | ----------------- | ----------------- | -------- |
| Ilija Mecskov | Párbajtőr, egyéni | Zhao Gang (CHN) · 12–15 | kiesett           | kiesett           | kiesett           | kiesett           | kiesett           | kiesett           | 44.      |

Női
| Versenyző       | Versenyszám | Selejtező                   | 32-es főtábla                  | Nyolcaddöntő      | Negyeddöntő       | Elődöntő          | Bronz- mérkőzés   | Döntő             | Helyezés |
| Versenyző       | Versenyszám | Ellenfél Eredmény           | Ellenfél Eredmény              | Ellenfél Eredmény | Ellenfél Eredmény | Ellenfél Eredmény | Ellenfél Eredmény | Ellenfél Eredmény | Helyezés |
| --------------- | ----------- | --------------------------- | ------------------------------ | ----------------- | ----------------- | ----------------- | ----------------- | ----------------- | -------- |
| Anna Angelova   | Tőr, egyéni | erőnyerő                    | Xiao Aihua (CHN) · 4–15        | kiesett           | kiesett           | kiesett           | kiesett           | kiesett           | 24.      |
| Ivana Georgieva | Tőr, egyéni | Fiona McIntosh (GBR) · 15–4 | Giovanna Trillini (ITA) · 8–15 | kiesett           | kiesett           | kiesett           | kiesett           | kiesett           | 31.      |